# Xermaménil
 Xermaménil  là một xã của tỉnh Meurthe-et-Moselle, thuộc vùng Grand Est, đông bắc nước Pháp. Xã này nằm ở khu vực có độ cao trung bình 234 mét trên mực nước biển.
Sông Mortagne tạo thành toàn bộ ranh giới phía tây thị trấn.